# 花園の悪魔
『花園の悪魔』（はなぞののあくま）は、横溝正史の短編推理小説。「金田一耕助シリーズ」の一つ。『オール讀物』1954年（昭和29年）2月号に掲載された。作中でも触れられているが、1953年に起きたバー・メッカ殺人事件をモチーフにしている。
1976年に角川文庫より短編集『花園の悪魔 : 他3篇』（全国書誌番号:75086615）として表題作となった。後に同じ角川文庫で改版された際には『首』（ISBN 978-4-04-130443-3）と改題されている。

## あらすじ
山手環状線の駅から郊外電車で50分ほどのSという温泉場にある2軒の旅館は、東京から短時間で手軽に来れるということで、アベック向きの離れが庭のあちこちに散在する設計になっていた。そこは温泉の熱を利用した花造りも盛んで、旅館の母屋には花の香を満喫する家族連れの客もあった。いちばん大規模なのが花乃屋花壇で、2軒の温泉旅館のひとつ・花乃屋旅館が経営していた。
昭和2X年4月23日の朝、花乃屋のチューリップ花壇で南条アケミの死体が発見される。死体は全裸で、10日ほど前にヌード撮影をしていたときと同じような場所で同じポーズをしており、絞殺されていて凶器のマフラーは死体の髪の下に隠れていた。また、死後性交の痕跡があった。
アケミは前日の4時ごろに旅館の離れを電話予約していた。アケミが前もって予約を入れるのは初めてのことだったが、連れと別々に到着する予定だったのが理由らしく、自分が遅れても先に通して、何としても引き止めておいて欲しいということだった。8時ごろにチェックのオーバーに鳥打帽、マフラーを巻いた男がやって来た。8時半にはアケミもやって来た。その間、男が意図していたかどうかは不明だが、従業員は男の顔をほとんど見ていなかった。
旅館の離れは内側から玄関の戸締りをしてしまえば外からうかがわれる心配の無い構造であるし、死体遺棄現場の花壇への出入りも容易であった。男が注文した瓶ビール2本が空になっていた他、口紅の痕跡が無い煙草の吸殻などがあったが、アケミの着ていたものは靴や下着まで消えていた。死亡時刻は9時で、犯人はそのあと入浴した形跡があり、それを前提に駅から去った人物や自動車を飛ばした人物を探したが発見できなかった。
アケミが所属していた東亜美術倶楽部での聞き込みで、現場に残されていたマフラーがアケミと親しい欣之助のものであることが判明した。警察は欣之助を指名手配したが行方はつかめなかった。
犯行後45日目の6月8日になって、新宿駅の一時預け係で犯行の翌朝から預けっぱなしになっていたトランクからアケミが着ていた衣類や犯人の服装が発見された。犯人の帽子とオーバーには血のしみがついており、それはアケミの鼻血だと思われた。遺留品の内容から犯人は女装して現場から立ち去ったと考えられ、欣之助であればそれは可能だと思われた。
6月9日の昼過ぎ、欣之助の両親から依頼を受けた金田一が花乃屋へ昼食をとりに現れ、事件の晩に一人で離れを利用した男が居ないか尋ねる。女将が確認すると、来るはずだった連れが来ないといって一人で泊まった男がいた。男は篠岡達哉と名乗っていたが、金田一が持ってきた写真の中に該当者があった。
後日、金田一が等々力警部を午後2時に新宿の京王電車の乗り場へ目立たない服装で来るようにといって呼び出し、百草園（もぐさえん）へ連れて行く。そして、アベックが人目を避けて行きたがりそうな草だらけの道へ入っていった。事件の1週間前の4月15日日曜日、欣之助とナオミはその道を行き、何のはずみかナオミが欣之助を殺してしまったと金田一は説明した。死体を残して逃げ出したナオミだが、欣之助と百草園へ行ったことは知られていたので、そのまま行方不明になると自分に疑いがかかる。そこで、男装して欣之助になりすまし、日ごろから憎しと思っているアケミを呼び出して殺害、欣之助が殺害後に行方をくらませたと見せかけた。
金田一が犯人を女だと考えたのは帽子に血がついていたからである。犯人が男なら帽子を使わなければ良いだけで、わざわざ女装する必要は無い。男装で髪を隠すべき帽子が使えなくなったので、被害者の衣類を使って女に戻らざるを得なかったのである。帽子と外套に血がついていたということは絞殺されたのは寝床ではないことになり、寝床の様子や2人でビールを飲んでいた形跡は偽装と考えられる。この偽装を行ったうえアケミを死後に犯して男の犯行と思わせたのは、ナオミに惚れていて追いかけてきていたマスター・鈴木である。
そこまで説明したところで金田一たちは欣之助の死体のところへたどり着いた。死体は白骨化していたが、欣之助には左足の第3指と第4指が生まれつき癒着しているという特徴があり、それで身元は特定できる。等々力が死体運び出しの手配をする間現場に残ろうとした金田一を、隠れて追っていた鈴木が襲い、去りかけた等々力が気付いて拳銃を撃つと逃げていった。
夜の9時、新宿の近所にある安直なホテルで待っているナオミのところへ鈴木が現れた。そして全てが露見したこと、自分が偽装工作をしていたことを告げ、ナオミを激しく抱擁しながら扼殺する。

## 登場人物
金田一耕助
私立探偵。
南条アケミ
東亜美術倶楽部に所属するヌードモデル。花乃屋にも撮影に2、3回来ていた。
齋藤康治
事件の10日ほど前にアケミをつれてきたアマチュア写真家。花乃屋では金田康造と名乗っていた。
山内三造
花乃屋花壇の園丁。アケミの死体を発見した。
お千代
花乃屋旅館の女中。
安川ナオミ
東亜美術倶楽部のモデル。欣之助を巡ってアケミと張り合い、事件の1週間前には欣之助とハイキングに行っていた。
賀川晴江
東亜美術倶楽部に所属する太っちょのモデル。
杉本チカ子
東亜美術倶楽部に所属する少し年齢を食って意地悪そうなモデル。
鈴木良雄
東亜美術倶楽部のマスター。
本田
東亜美術倶楽部の事務員。
山崎欣之助
東亜美術倶楽部のモデルだけでなくダンサーやストリッパーたちにも可愛がられている青年。慶応に学籍があるが実際には通っていない。父親は医学博士。経堂の実家には寄り付いていないが母親や祖母から仕送りされている。
佐々木
新宿駅の一時預け係。現場から持ち去られた衣類が入ったトランクを偶然に発見した。
等々力大志
警視庁の警部。
村田
刑事。東亜美術倶楽部へ聞き込みに行った。

## 漫画
JETによりコミカライズされ、あすかコミックスDXより刊行されたコミックス『名探偵・金田一耕助シリーズ 悪魔の寵児』（角川書店）に収録された。